# Uus-Nootamaa
Uus-Nootamaa est une île d'Estonie en mer Baltique.

## Géographie
Située à 1,2 km à l'Ouest de Nootamaa, elle fait partie du parc national de Vilsandi. 

## Voir aussi

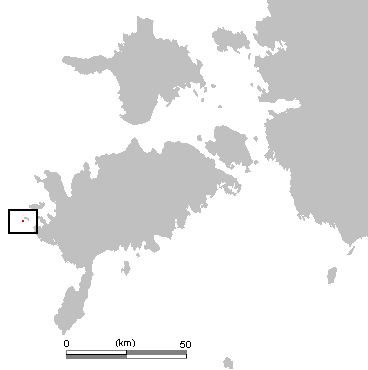
Localisation de l'île